# 長澤つぐみ
長澤 つぐみ（ながさわ つぐみ、1987年11月29日 - ）は、日本の元女優、元タレント、元AV女優。

## 来歴
望月六郎監督の映画『濡れた赫い糸』やバラエティ番組『行列のできる法律相談所』（日本テレビ）の再現VTRに出演した。その後、AV女優に転身。女優経験を生かした演技力が評価され、転身後にも一般映画へ出演。ダイノジの大谷ノブ彦などファンも多かった。
杉作J太郎主催の「エアデート世界選手権」初代優勝者となる。それが縁で2006年公開の杉作監督による映画『恐怖!見よ、これがエアセックスだ!』の主演に抜擢された。
2010年2月9日、オフィシャルブログ『つぐのぐるぐる日記。』閉鎖。同年3月24日、『RADIO TRIPPER』（エフエム熊本）の出演を最後に引退。

## 出演

### テレビドラマ
- 特命係長 只野仁3rdシーズン 第22話（2007年1月12日、テレビ朝日） - 吉岡さなえ 役
- 栞と紙魚子の怪奇事件簿（2008年1月5日 - 3月29日、日本テレビ）
- 結党!老人党（2009年8月9日、WOWOW）
- マイ・ウェイ（2009年8月24日 - 31日、CBC） - 品川真理 役
- ラストメール2〜いちじく白書〜 第5話（2009年11月12日、BS朝日）

### 映画
- 濡れた赫い糸（2005年8月6日、ジャパンホームビデオ）
- 最強兵器女子高生 RIKA（2008年2月23日、GPミュージアムソフト） - 白鳥サヤカ 役
- 片腕マシンガール（2008年8月2日、SPOTTED PRODUCTIONS）
- 赤んぼ少女（2008年8月2日、日活）
- 東京残酷警察（2008年10月4日、SPOTTED PRODUCTIONS）[3][4]
- Happyダーツ（2008年11月8日、クロックワークス）
- シルエット（2008年11月15日、田島オフィス） - 主演・テニスクラブコーチ（オンナ） 役[5]
- Mの呪縛（2009年1月10日、新東宝映画） - 尾形明美 役[6]
- グロテスク（2009年1月17日、ジョリー・ロジャー）[7] - 主演・宮下アキ 役[8]
- SR サイタマノラッパー（2009年3月14日、ロサ映画社 / ノライヌフィルム）
- 悪夢のエレベーター（2009年10月10日、日活）
- ライブテープ（2009年12月26日、SPOTTED PRODUCTIONS）
- 板尾創路の脱獄王（2010年1月16日、角川映画）[9]
- きょーれつ! もーれつ! 古代少女ドグちゃんまつり! スペシャルムービー・エディション （2010年2月20日、日活）
- 劇場版TRICK 霊能力者バトルロイヤル（2010年5月8日、東宝、テレビ朝日） - 女性議員秘書役

### 舞台
- 暗闇のレクイエム（2007年10月10日 - 14日、サンモールスタジオ） - 恵梨香 役
- スタジアム（2008年8月15日 - 19日、本多劇場）

### バラエティー
- 行列のできる法律相談所（2005年、日本テレビ） - 再現VTR出演
- Neo Happy系教育テレビ（2006年4月7日 - 9月29日、テレビ大阪）
- DIVA（2007年1月10日 - 4月3日、テレビ東京）
- 淀川★キャデラック（2007年4月7日 - 9月22日、テレビ大阪）
- 志村けんのバカ殿様
  - 爆笑秋の祭典!スペシャル!!（2007年10月2日、フジテレビ）
  - 2008秋の豪華爆笑スペシャル!!（2008年10月3日、フジテレビ）
- かすみレディオVOL2-3（2008年1月1日、5月3日、つくばテレビ） - 共演：かすみ果穂、美咲みゆ、桃子
- 今夜もハッスル（2008年6月1日 - 30日、サンテレビ） - MISSION ROOM出演
- ゴッドタン（2008年8月13日 - 20日、テレビ東京） - 共演：劇団ひとり / 「第4回キス我慢選手権」
- イツザイ（2008年10月25日 - 2009年1月17日、テレビ東京） - ハッスル 第2のインリン様オーディションコーナー出演
- ドスペ2 テラコヤ! （2008年11月29日）
- アグレッシブですけど、何か?〜アグレッシブ探険隊：悶絶が響き渡る!幻の生キノコの謎を追え〜（2009年2月7 - 14日、広島ホームテレビ） - 共演：琴乃
- 桃のふくらみ（MONDO21） - #59出演
- 今夜もドル箱（2009年7月28日、テレビ東京） - 共演：井手らっきょ

### ラジオ
- R18 -Radio Eighteen- 「つぐみ先生のお悩み相談コーナー」（ZIP-FM） - 月曜 / 火曜担当パーソナリティ

### PV
- 前野健太 「鴨川」（2009年1月23日） - アルバム「さみしいだけ」収録曲
- MCU 「STILL LOVE featuring TERU（GLAY）」（2009年3月11日） - アルバム「SHU・HA・RI〜STILL LOVE〜」収録曲

### オリジナルビデオ
- くりいむレモン 魔人形（2007年4月27日、AMGエンタテインメント） - 佐久間翔子 役
- 最強兵器女子高生 RIKA（2008年7月25日、GPミュージアムソフト） - 白鳥サヤカ 役
- ゆきおんな（2009年3月20日、AMGエンタテインメント）
- 秘書〜黒蠍の誘惑（2009年4月3日、ジェネオン・ユニバーサル） - 志津子 役
- 団鬼六原作 Mの呪縛（2009年4月10日、GPミュージアムソフト） - 尾形明美 役
- グロテスク（2009年5月22日、エースデュース） - 宮下アキ 役
- 東京残酷警察（2009年5月25日、日活）
- 新 監禁逃亡2 幻夜（2009年8月7日、竹書房） - サキ / 美月 役
- ゴッドタン〜キス我慢選手権フォーエバー〜（2010年1月27日、ポニーキャニオン）
- シルエット（2010年3月19日、エースデュース） - テニスクラブコーチ 役
- 新 監禁逃亡3 美姉妹・服従の掟（2010年5月14日、竹書房）
- バチアタリ暴力人間（2010年8月27日、クリエイティブアクザ） - 高森 役
- 第1回 風雲（2010年10月19日、ノックアウト）

## 作品

### アダルトビデオ
- TSUGUMI Debut（2005年12月21日）
- 学園コスプレ×全編デジタルモザイク（2006年1月19日）
- 陵辱病棟（2006年2月16日）
- 禁断の関係II妹（2006年3月16日）
- 堕天使陵辱玩具（2006年4月6日） 共演：三枝実央、ヒライシカズ美
- 痴漢地獄（2006年4月6日）
- 新・童貞狩り 第10章（2006年5月4日）
- 長澤つぐみの超高級ソープ嬢（2006年6月8日）
- 可憐な美少女の極上セックス。（2006年7月20日）
- 長澤つぐみのオナニーのお手伝いしてあげる（2006年8月17日）
- 「超」ヤリまくり!イキまくり!48時間　長澤つぐみ完全ゲリラSPECIAL!!（2006年9月21日）
- 長澤つぐみの中出し天国〜メイド編〜（2006年10月19日）
- 長澤つぐみ×コスプレデジモ10連発!大乱交SEX!（2006年11月16日）
- The痴女FUCK 腰振り美女が食いまくり!イキまくり!（2006年11月16日） 共演：かすみ果穂、安奈とも、misaki19
- 陵辱 中出し病棟（2006年12月7日） 共演：夏目ナナ、乃亜、星ありす、紅音ほたる、かすみ果穂、一ノ瀬カレン
- 失禁するほど…。（2007年1月5日）
- 完全飼育 美少女監禁!!四六時中SEX!!（2007年2月8日）
- 長澤つぐみとカラダ入れ替わりで中出しSEX（2007年3月8日）
- 完全制覇!7プレイ 性感エステ×フルコース（2007年4月5日）
- 激エロ美少女×裏とSEX（2007年5月4日）
- 超誘惑エロかわ（痴）美少女（2007年6月7日）
- 美少女が没頭!極太11SEX（2007年7月5日）
- 調教完了。中出し陵辱病棟　牝奴隷ナース誕生編（2007年7月19日） 共演：夏目ナナ、乃亜、星ありす、紅音ほたる、かすみ果穂、一ノ瀬カレン
- Wキャスト ご奉仕天国（2007年8月4日） 共演：かすみ果穂
- Wキャスト 激イキ地獄（2007年8月4日） 共演：かすみ果穂
- 奥様は女子校性 幼な妻のマ○コに中出し!!（2007年9月6日）
- 中出しSEX コスプレイプ（2007年10月4日）
- 微笑秘書 凌辱イカセ電マ中出し 強制フェラ口内発射（2007年11月8日）
- ビンカン潮吹き!いけない!つぐみ先生（2007年12月6日）
- キモダン輪姦凌辱（2008年1月5日）
- 双子姉妹中出し同棲（2008年2月7日）
- ナマ姦中出しプライベートSEX（2008年3月6日）
- 誘惑♥ 童貞初挿入（2008年4月4日）
- 公衆の面前で羞恥FUCK 東京露出セックス（2008年5月22日）
- 「告白」涙のナマSEX3時間SP（2008年6月19日）
- 未○年タブーSEX（2008年7月17日）
- 「ホントにあった4つのこと」 実録!?OL連続中出しSEX（2008年8月21日）
- 『卒業』（2008年9月18日） ※引退作品